# Eurhinocricus huadus
Eurhinocricus huadus är en mångfotingart som beskrevs av Chamberlin 1955. Eurhinocricus huadus ingår i släktet Eurhinocricus och familjen Rhinocricidae. Inga underarter finns listade i Catalogue of Life.